# Nintendogs
Nintendogs er et spil fra Nintendo, som kan spilles på deres spilsystem Nintendo DS.

Der findes 4 forkellige versioner af spillet, hvor den eneste forskel der er er hunderacerne, som man starter med.
- Nintendogs: Chihuahua & Friends
- Nintendogs: Dachshund & Friends
- Nintendogs: Dalmatians & Friends
- Nintendogs: Labrador & Friends

## Handling
Spillet går ud på, at man skal passe en eller flere hunde, som man køber i Nintendogs' kennel, og har derfor ingen ende. Man kan købe mad, vand, legetøj, børster osv. til sine hunde, og udover det kan man træne sin hund på agility-banen og i parken til de såkaldte "disc competitions". Med Nintendo DS' indbyggede mikrofon, og Nintendogs stemmegenkendelses-funktion, kan man lære hundene tricks. De lystrer derfor kun, når personen der har lært den trick'et siger kommandoen. Hunden kan lære op til 15 tricks, og når hunden kan en del tricks, kan man tage den til "Obedience" (Lydigheds) konkurrencer, og vinde penge så man kan købe flere ting eller flere hunde. Man kan også få en hundehvalp med sine hunde. Det man  skal gøre er at købe to hunde af de samme racer og en af de hunde skal være venlige,  kun give dem "Dry Food" og "Milk", og  kun gå tur og til konkurrencer med hannen; med tæven må man  kun lege med og pleje.
Det er godt når hannen ligger sammen med tæven, for så binder de bånd. Efter 4 dage skulle tæven gerne være blevet tyk, og så er hun gravid og så på et tidspunkt får man  en dejlig lille hvalp. 

| computerspil | Spire Denne computerspilsrelaterede artikel er en spire som bør udbygges. Du er velkommen til at hjælpe Wikipedia ved at udvide den. |